# Ferrari Monza SP
Der Ferrari Monza SP1 und der Ferrari Monza SP2 sind limitierte Sportwagen des italienischen Automobilherstellers Ferrari, die im September 2018 in Maranello vorgestellt wurden und auf dem Pariser Autosalon im Oktober 2018 ihre Öffentlichkeitspremiere hatten.

## Hintergrund
Die Fahrzeuge markieren den Beginn einer neuen Linie von Ferrari-Modellen, der sogenannten „Icona“-Serie. Diese Linie zielt darauf ab, spezielle Autos zu bauen, die von klassischen Ferrari-Modellen inspiriert sind und alle in limitierter Stückzahl (499 Stück) produziert werden. Monza SP1 und Monza SP2 sind eine Reminiszenz an Ferrari 750 Monza, Ferrari 860 Monza und Ferrari 166 MM. Technisch basieren Monza SP1 und Monza SP2 auf dem 2017 eingeführten Ferrari 812.
2021 präsentierte Ferrari mit dem Daytona SP3 ein weiteres Modell, das der „Icona“-Serie zugeschrieben wird. Auch er basiert auf dem 812.

## Design
Der Monza SP1 ist als Einsitzer konzipiert, der Fahrgastraum befindet sich auf der linken Seite des Fahrzeugs. Der Monza SP2 hat zwei Sitzplätze, die durch einen Mittelabschnitt getrennt sind. Beide haben kleine Scherentüren und keine klassische Windschutzscheibe. Stattdessen lenkt die Verkleidung über dem Armaturenbrett den Luftstrom ab. Die Beifahrerseite des SP2 verfügt jedoch über eine kleine Schutzscheibe. Hinter den Sitzen haben die Sportwagen wie der Mercedes-Benz SLR Stirling Moss Airdomes, die auch als Überrollbügel dienen.

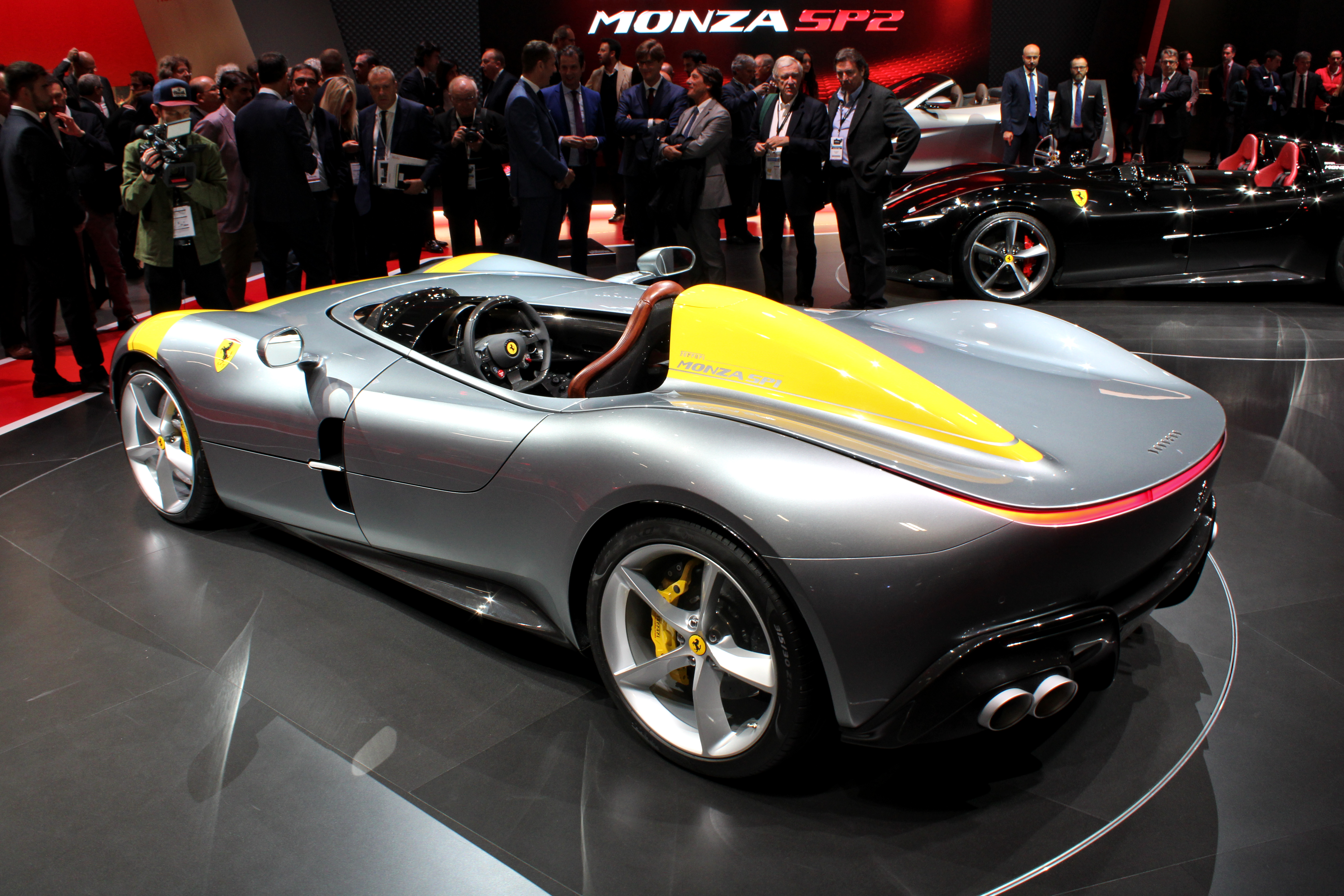
Heckansicht
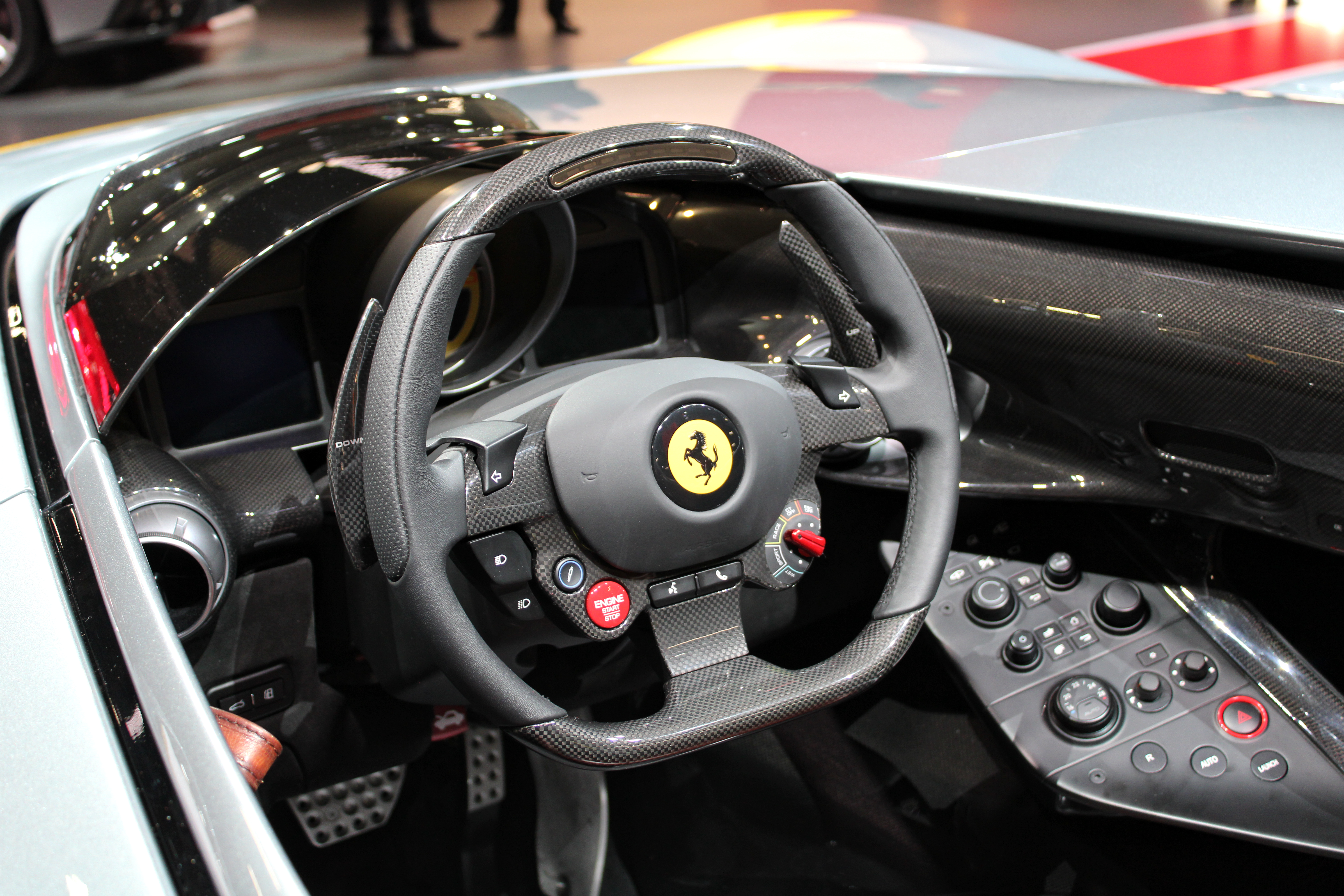
Innenansicht
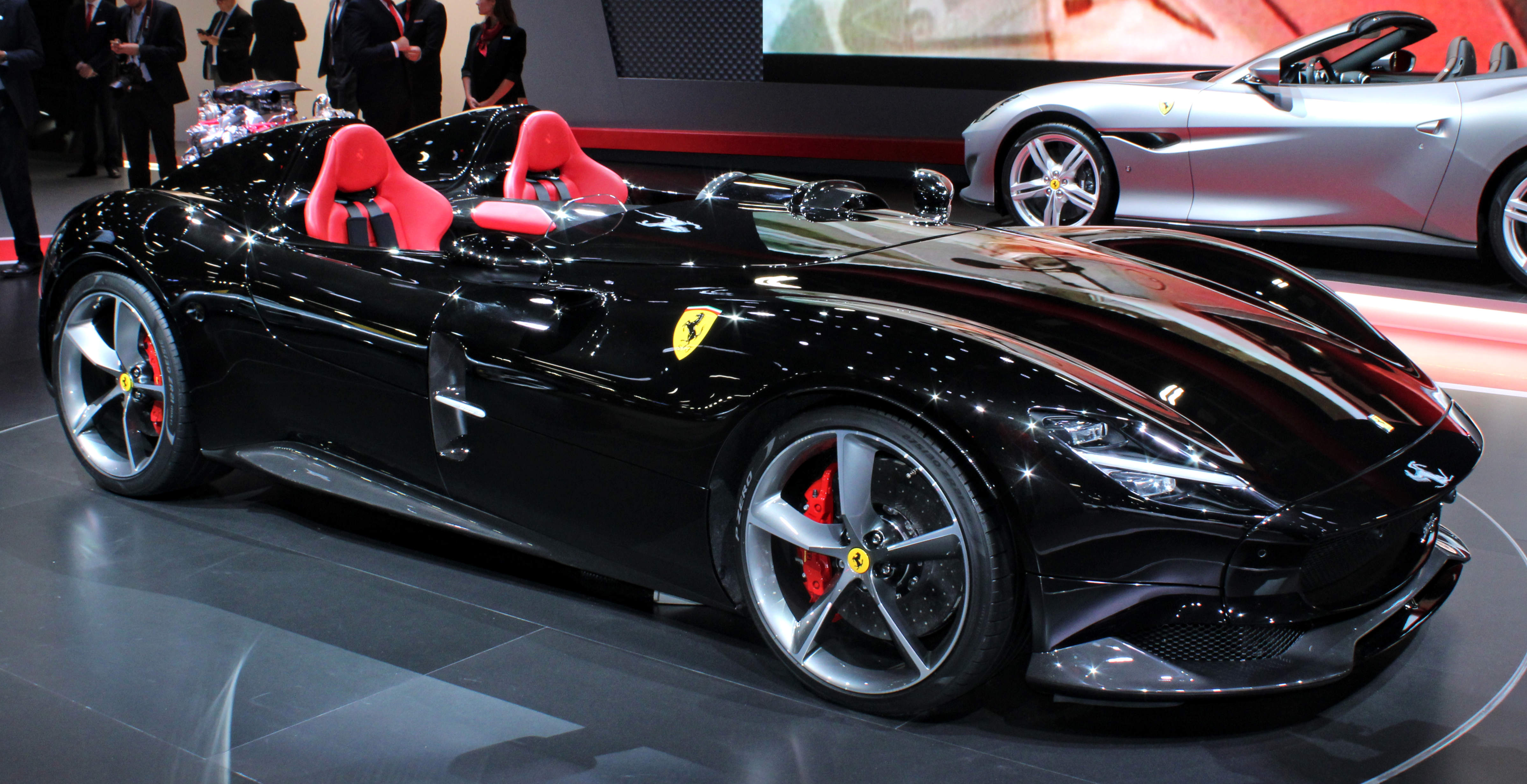
Ferrari Monza SP2 auf der Mondial de l’Automobile 2018
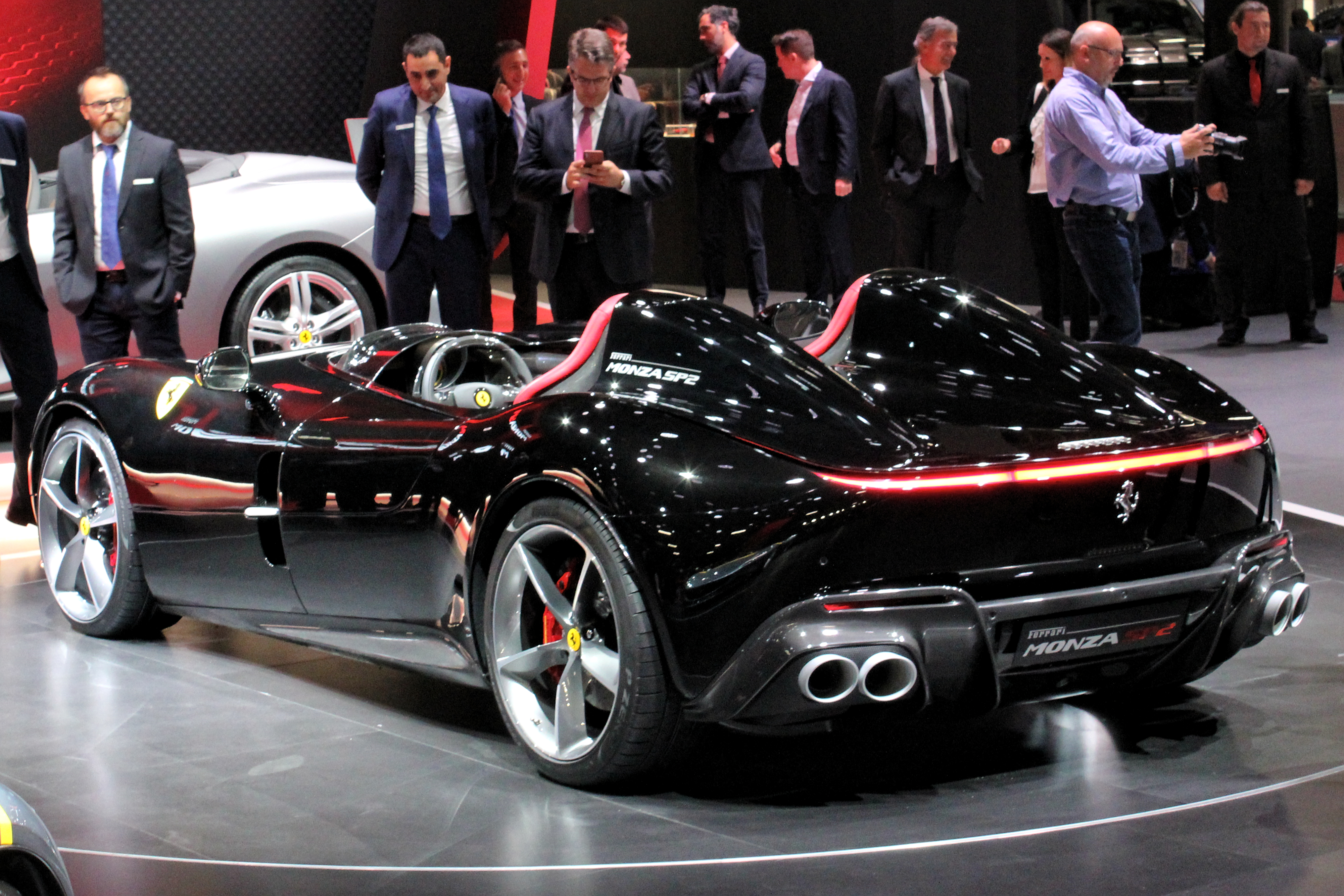
Heckansicht
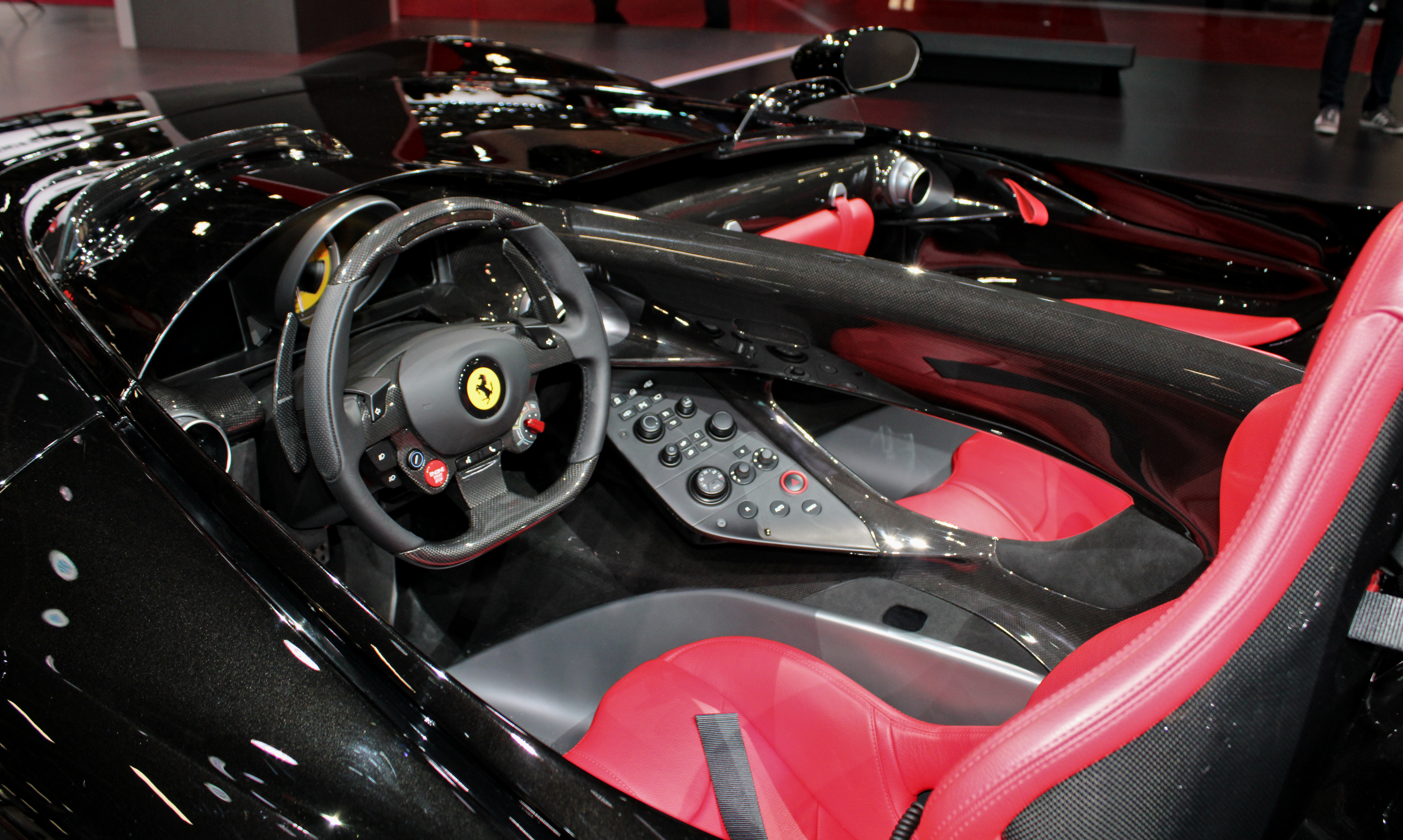
Innenansicht

## Technische Daten
Angetrieben werden die Sportwagen vom aus dem Ferrari 812 Superfast bekannten 6,5-Liter-V12-Motor, der mit 596 kW (810 PS) jedoch etwas mehr Leistung aufweist. Auf 100 km/h sollen Monza SP1 und Monza SP2 in 2,9 Sekunden beschleunigen, die Höchstgeschwindigkeit gibt Ferrari mit über 300 km/h an.
|                         | Monza SP1             | Monza SP2             |
| ----------------------- | --------------------- | --------------------- |
| Motor                   | V12, vorn längs       | V12, vorn längs       |
| Ventile/Nockenwellen    | 4 pro Zylinder/4      | 4 pro Zylinder/4      |
| Hubraum                 | 6496 cm³              | 6496 cm³              |
| Bohrung × Hub           | 94,0 × 78,0 mm        | 94,0 × 78,0 mm        |
| Verdichtung             | 13,6:1                | 13,6:1                |
| Leistung bei 1/min      | 596 kW (810 PS)/8500  | 596 kW (810 PS)/8500  |
| Drehmoment bei 1/min    | 719 Nm/7000           | 719 Nm/7000           |
| Antrieb                 | Hinterrad             | Hinterrad             |
| Getriebe                | 7-Gang-Doppelkupplung | 7-Gang-Doppelkupplung |
| Lenkung                 | Allrad-Lenkung        | Allrad-Lenkung        |
| Trockengewicht          | 1500 kg               | 1520 kg               |
| Tankvolumen             | 90 l                  | 90 l                  |
| EU-Normverbrauch/100 km | 14,9 l Super          | 14,9 l Super          |
| CO2-Ausstoß             | 340 g/km              | 340 g/km              |
| Vmax                    | >300 km/h             | >300 km/h             |
| 0–100 km/h              | 2,9 s                 | 2,9 s                 |
| 0–200 km/h              | 7,9 s                 | 7,9 s                 |